# Міністерство у справах вимушено переміщених з окупованих територій осіб, біженців та розселення Грузії
Міністерство у справах вимушено переміщених з окупованих територій осіб, біженців та розселення здійснює регулювання державної політики щодо біженців та осіб, які шукають притулку, внутрішньо переміщених осіб, репатріантів, які постраждали від стихійних лих, їх розміщення та міграційний контроль у країні.
Міністром був Созар Субарі.

## Структура
Міністерство очолює міністр, спираючись на першого заступника та трьох заступників міністра. Міністерство здійснює нагляд за діяльністю з розробки та реалізації державної політики відповідно до статті 1, пункту 17 Закону Грузії про «Структуру уряду, його адміністрацію та правила дій». Вона складається з чотирьох розділів, що функціонують в: 
- Аджарія і Самегрело-Земо Сванеті;

- Імеретія, Гурія, Рача-Лечхумі та Квемо Сванеті;

- Квемо Картлі, Мчета-Мтіанеті та Кахетія;

- Шида Картлі та Самцхе-Джавахеті;

За даними грузинської влади, в Грузії було близько 251 000 вимушених переселенців через грузинсько-абхазький і грузино-осетинський конфлікти, кількість яких збільшилася майже на 26 тисяч через війну в Грузії 2008.
Міністерство опинилося в центрі уваги ЗМІ, коли воно намагалося виселити 1500 вимушених переселенців із Тбілісі в сільські місцевості, пропонуючи $10000 або інше житло кожній сім'ї, яка постраждала внаслідок конфлікту.